# Campo Olivar

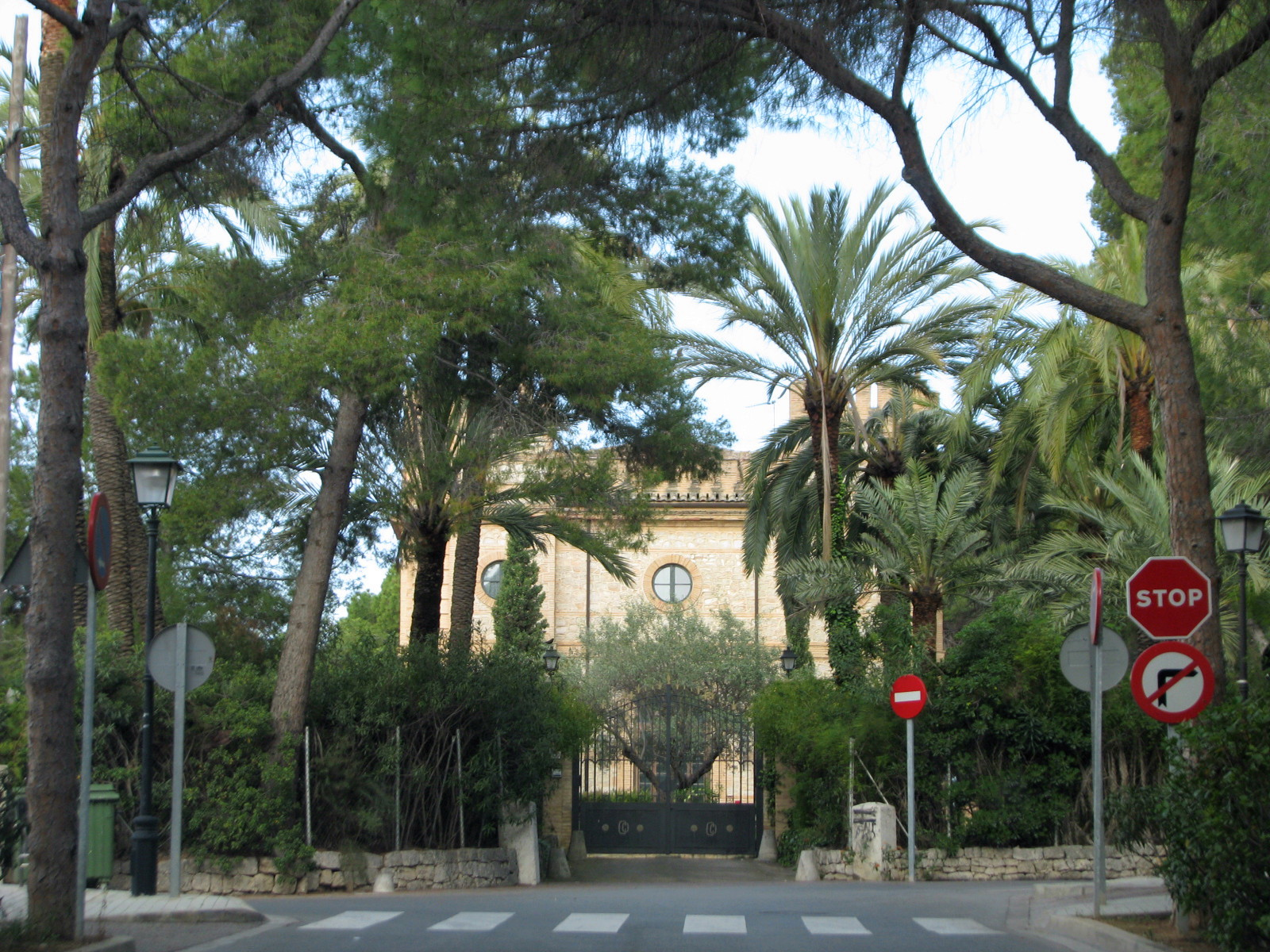
Avenida del Barón de Campo-Olivar, con el Castillo-Masía de San Fernando al fondo. Campo-Olivar.

Campo-Olivar (en valenciano y oficialmente, Campolivar) es un pueblo localizado en el área metropolitana de Valencia, anteriormente formó parte de Godella, pueblo con el que linda. Ocupa los terrenos pertenecientes a los barones de Campo-Olivar, en cuyo núcleo construyeron el Castillo-Masía de San Fernando. Lo ocupan gran número de chalés y fincas de recreo.

## Geografía y demografía
Campo-Olivar está situado al este de la comarca de la huerta norte, junto a la carretera de Valencia a Bétera. Se encuentra a 5 kilómetros de distancia de la ciudad de Valencia, y a, aproximadamente, 100 m de altitud, y linda con las urbanizaciones de La Cruz de Gracia y Santa Bárbara. En 2023 tenía 3378 habitantes aproximadamente.

## Historia
El 29 de septiembre de 1778, el rey Carlos III otorgó, con la denominación de Campo-Olivar, el título de barón a Bartolomé Musoles y Pastor. La dignidad de barón se concedió sobre una vasta heredad propiedad de la familia Musoles en Benifairó de los Valles. De esta noble familia tomaron el nombre estos terrenos, sobre los cuales los barones poseían una finca. En ella, el tercer barón, Fernando Musoles y Arramendía, mandó construir en 1864 una masía, llamada de San Fernando, a cuya casa principal se la dotó de torreones tomando forma de castillo. Alrededor de ésta se fue desarrollando la actual urbanización.
Desde los años treinta del siglo XX en que la Cooperativa de Agentes Comerciales adquirió parte de los terrenos recayentes a la Carretera de Bétera, Campo-Olivar se convirtió en lugar de descanso de importantes familias de la burguesía valenciana, que adquirió fincas y edificó confortables villas donde pasar la época estival.
Eclesiásticamente pertenece, históricamente, a la parroquia del Salvador, de Godella; el 15 de agosto de 1948 se celebró la primera misa en una pequeña ermita dedicada a la Virgen de los Desamparados, construida en una céntrica plazoleta de la zona, para el culto de los feligreses vecinos.
En los años ochenta del siglo XX se desarrolló la zona más cercana a la construcción original, al sur de la antigua finca, continuando por detrás de la urbanización antigua, llegando al límite del término municipal, y extendiéndose incluso sobre el término municipal de Paterna.
En los años 2000 se vivió un desarrollo exponencial de la construcción en la zona con la construcción de nuevas viviendas destinadas principalmente a familias de clase media-alta y alta. Se consolidó como una urbanización de prestigio, atrayendo a residentes por su proximidad a Valencia y su entorno seguro y tranquilo. Se mejoraron infraestructuras básicas como las vías de acceso y servicios como supermercados, colegios internacionales, y áreas deportivas. La urbanización cuenta con colegios reconocidos como el British School Los Olivos o el Edelweiss School, que le han dado prestigio a la zona.
Como en muchas otras zonas de España, la crisis financiera afectó temporalmente el desarrollo inmobiliario. Sin embargo, Campolivar logró mantenerse relativamente estable debido al perfil socioeconómico de sus residentes y a la demanda sostenida de viviendas en la zona.
El PAI de Campolivar (Programa de Actuación Integrada)
El PAI de Campolivar es uno de los episodios más polémicos en la historia reciente de esta urbanización, marcado por promesas incumplidas, decisiones controvertidas y conflictos políticos. Este plan, concebido a principios de los 2000 bajo el gobierno del Partido Popular (PP) en Godella, buscaba expandir y modernizar Campolivar mediante la urbanización de terrenos y la mejora de infraestructuras. Sin embargo, el proyecto quedó paralizado tras la crisis económica de 2008, dejando terrenos abandonados, obras incompletas y un impacto visual y ambiental negativo.
Los gobiernos posteriores al colapso inicial del PAI demostraron una gestión deficiente que solo agravó los problemas ya existentes. Durante el mandato del PSOE, la incapacidad para desbloquear el proyecto quedó patente. A pesar de las reiteradas demandas de los vecinos, no se adoptaron medidas concretas para mitigar los efectos del abandono: las obras a medio hacer se convirtieron en focos de deterioro ambiental, proliferaron las áreas descuidadas y se generó un fuerte malestar entre los residentes, quienes denunciaban la falta de planificación estratégica y la pasividad del gobierno local. Este periodo se caracterizó por promesas incumplidas y la perpetuación de un problema que, lejos de resolverse, iba en aumento.
Cuando el gobierno pasó a manos de la coalición PSOE-Compromís, las expectativas de cambio fueron rápidamente defraudadas. Las acciones tomadas no solo no resolvieron los problemas heredados, sino que en algunos casos los empeoraron. Uno de los episodios más controvertidos fue la tala de una importante zona verde dentro de Campolivar, una medida que, según el Ayuntamiento, buscaba reorganizar terrenos para futuras infraestructuras y garantizar la viabilidad del espacio. Sin embargo, esta decisión generó un rechazo rotundo por parte de los vecinos y colectivos ecologistas, quienes la calificaron de insensible, improvisada y dañina para el entorno natural.
La tala fue percibida como una contradicción flagrante con los principios medioambientales que el gobierno de coalición decía defender. Además, la falta de transparencia en el proceso y la ausencia de alternativas menos agresivas alimentaron la sensación de desconexión entre las autoridades y los residentes. Para muchos, esta acción simbolizó el fracaso de las administraciones locales en proteger el carácter único de Campolivar, cuya identidad está profundamente ligada a su entorno natural y calidad de vida.
En lugar de priorizar la recuperación de las infraestructuras abandonadas y buscar soluciones sostenibles, los gobiernos posteriores cayeron en una mezcla de inacción y decisiones mal planificadas, dejando una estela de frustración y desconfianza. A día de hoy, Campolivar sigue siendo un caso emblemático de cómo la mala gestión política puede convertir un proyecto con potencial en una fuente de conflictos y deterioro urbano.